# Ready for the Weekend
Ready for the Weekend – drugi studyjny album szkockiego producenta muzyki pop Calvina Harrisa wydany 17 sierpnia 2009 roku.

## Lista utworów
1. "The Rain" 4:36
2. "Ready for the Weekend" 3:37
3. "Stars Come Out" 4:28
4. "You Used to Hold Me" 3:49
5. "Blue" 3:40
6. "I'm Not Alone" 3:31
7. "Flashback" 3:48
8. "Worst Day" (Feat. Izza Kizza) 3:46
9. "Relax" 3:48
10. "Limits" 3:41
11. "Burns Night" 2:19
12. "Yeah Yeah Yeah, La La La" 3:16
13. "Dance wiv Me" (Feat. Dizzee Rascal & Chrome) 4:23
14. "5iliconeator" 3:29
15. "Greatest Fear" (iTunes Bonus Track) 6:20
16. "I'm Not Alone" (Deadmau5 Mix) (U.S. iTunes Bonus Track) 8:15

Piosenka "Yeah Yeah Yeah, La La La" została wykorzystana w reklamie Coca-Coli.